# Arctosa capensis
Arctosa capensis Roewer, 1960 è un ragno appartenente alla famiglia Lycosidae.

## Etimologia
Il nome proprio della specie deriva dalla zona sudafricana in cui sono stati rinvenuti gli esemplari, la Provincia del Capo Settentrionale, e dal suffisso latino -ensis, che significa: presente, che è proprio lì.

## Caratteristiche
L'epigino è di forma piatta e semicircolare, non uniforme e più lungo che largo.
Le femmine hanno il bodylenght (prosoma + opistosoma) di 9,5 millimetri (4,5 + 5).
I maschi hanno il bodylenght (prosoma + opistosoma) di 9 millimetri (4,5 + 4,5).

## Distribuzione
La specie è stata reperita nel Sudafrica centrale: negli altopiani stepposi del Karoo appartenenti alla Provincia del Capo Settentrionale.

## Tassonomia
Da non confondere con la Lycosa capensis Simon, 1898, che venne riesaminata dall'aracnologo Roewer nel 1954 e nel 1960 con la stessa denominazione e nello stesso studio citato in bibliografia.
Al 2016 non sono note sottospecie e dal 1960 non sono stati esaminati nuovi esemplari.